# Festival du film d'Abou Dabi
Le Festival du film d'Abou Dabi (ADFF) (arabe : مهرجان أبو ظبي السينمائي), anciennement Festival international du film du Moyen-Orient, est un festival international de cinéma qui se déroule annuellement en octobre dans la ville d'Abou Dabi, aux Émirats arabes unis.

## Objet
L'ADFF vise à présenter les meilleurs films de la région aux côtés de productions de réalisateurs internationaux éminents.

## Histoire
La première édition du festival s'est tenue en 2007.
Depuis 2012, le festival fait partie d'Abu Dhabi Media Zone Authority (en).